# Bassin des Grands Lacs
Pour les articles homonymes, voir Grands Lacs.
Le bassin des Grands Lacs (en russe : Котлови́на Больши́х Озё́р, Kotlovina Bolchikh Ozior) est un vaste bassin d'origine tectonique dans l'ouest de la Mongolie dans le sud de la république de Touva. Il forme l'écorégion des grands lacs. 

## Géographie
Le bassin des Grands Lacs est délimité à l'ouest par l'Altaï, au sud-ouest et au sud par l'Altaï mongol, à l'est par les monts Khangaï et au nord par le Tannou-Ola. Au sud du bassin se trouve la plaine désertique de Charga, parfois incluse dans le bassin. La longueur du bassin du nord au sud est de 500 km, et de 400 km d'ouest en est. La superficie est supérieure à 100 000 km2, tandis que l'altitude varie de 758 mètres à l'Uvs nuur jusqu'à plus de 2000 mètres. Dans la partie nord du bassin se trouve la crête de Khan-Khouhiin-Nourou, qui sépare le bassin de l'Uvs nuur du reste du bassin.

## Hydrographie
Les basses terres du bassin sont remplies de nombreux lacs dont les plus grands sont :
- Eau douce :
  - Lac Khar-Us, le deuxième plus grand lac d'eau douce de Mongolie.
  - Khar Nuur
  - Lac Airag
  - Bayan Nuur
  - Toré-Khol
- Salé:
  - Uvs nuur, qui est le plus grand lac de Mongolie (un petit fragment de la partie nord du lac appartient à la Russie), dont le bassin est inscrit sur la liste du patrimoine mondial de l'UNESCO.
  - Lac Khyargas
  - Dürgen Nuur

Les vallées fluviales, en entrant dans le bassin, forment de larges deltas. Les principaux fleuves sont le Khovd, le Zavkhan et la Tess.

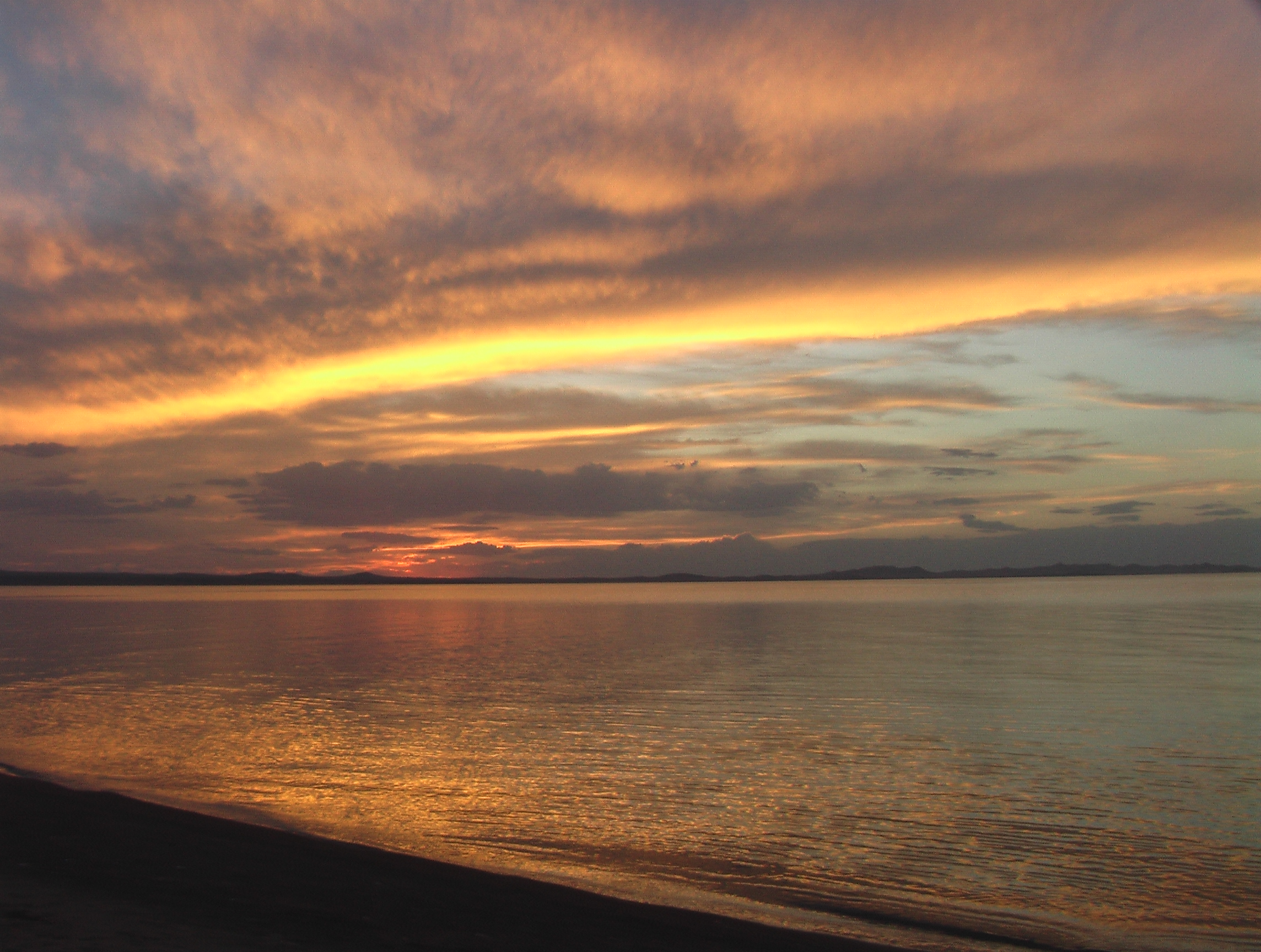
Le Khar nuur au couchant.
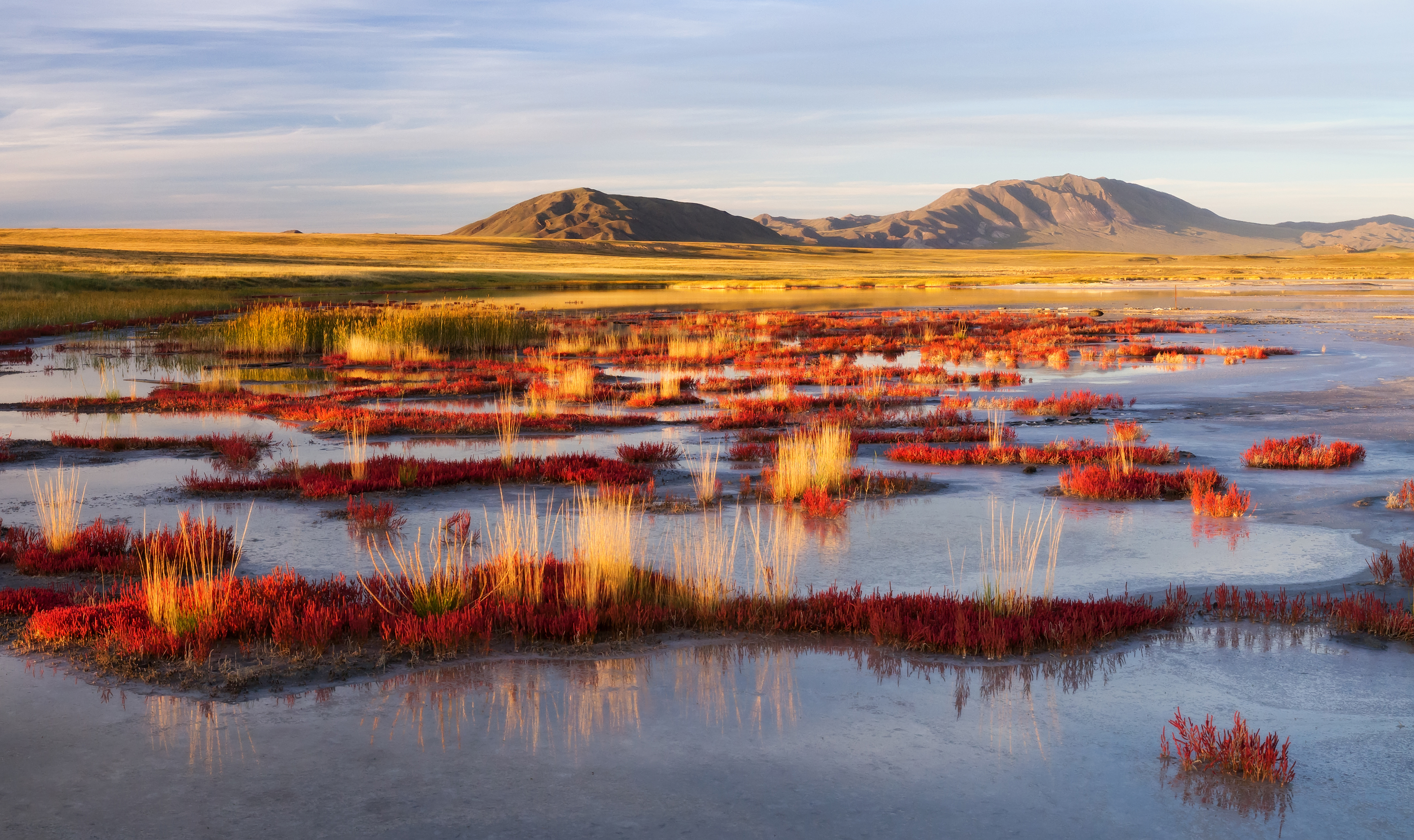
Un petit lac dans le sud de Touva.
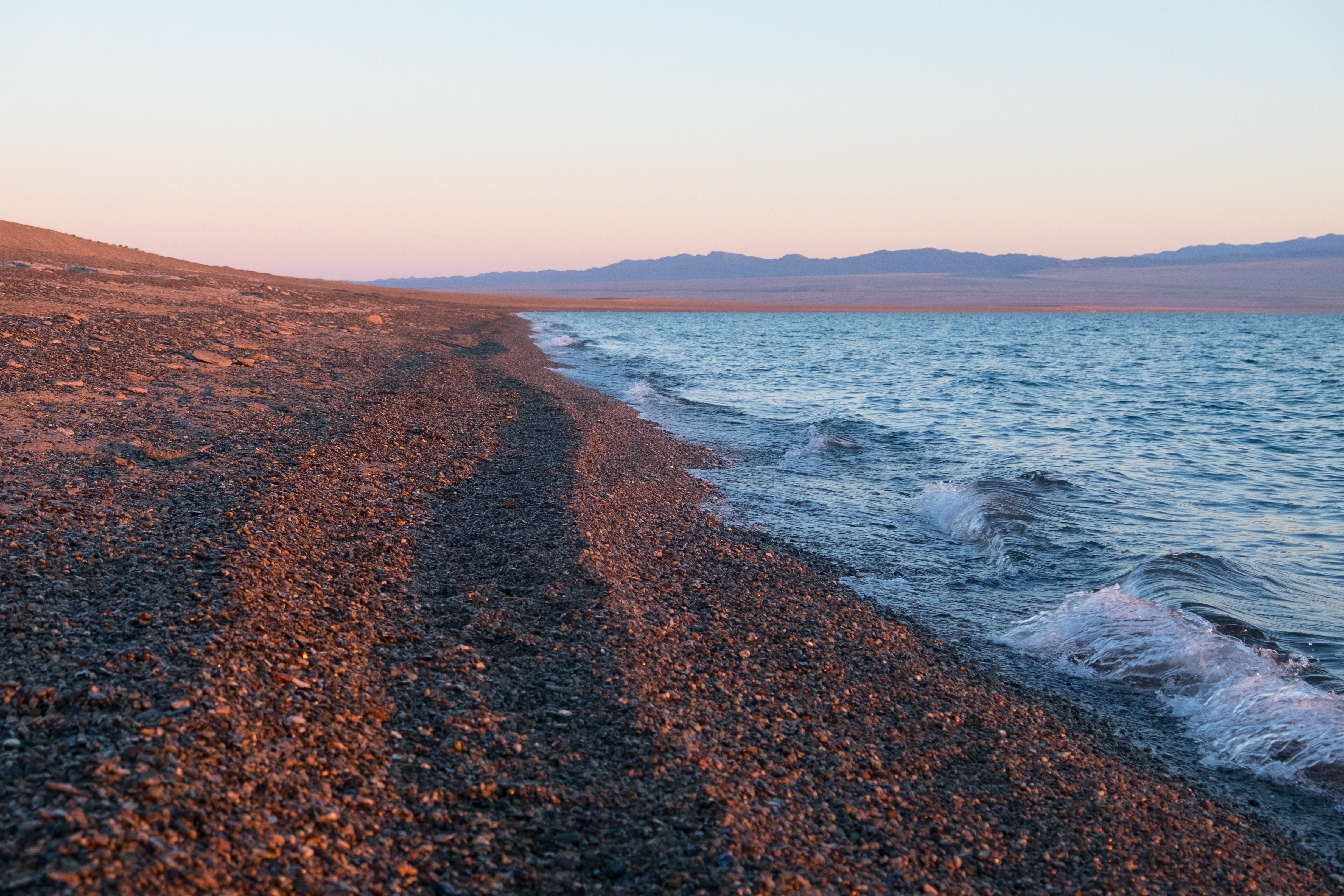
Lac Khyargas.
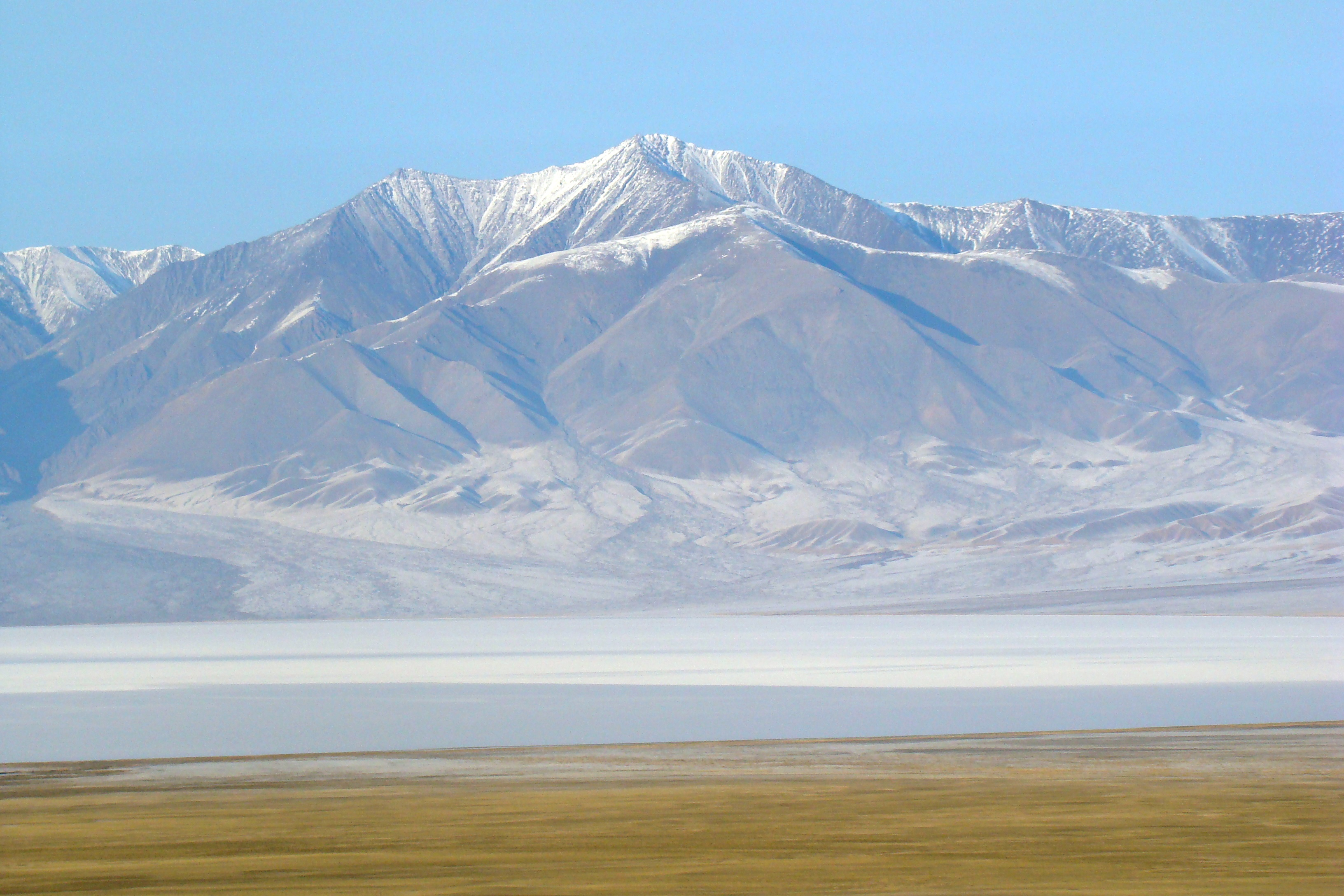
Montagne avec le lac Üüreg au premier plan.

## Climat, flore et faune
Le climat du bassin est fortement continental, avec un record minimal enregistrée de -50 °C, et une maximal de +35 °C. La pluviométrie annuelle moyenne dans les parties centrale et méridionale est de 100 à 150 mm. Le paysage prédominant est constitué de steppes sèches et (dans la partie centrale du bassin) de semi-déserts et de déserts. Dans les régions montagneuses entourant le bassin, les précipitations atteignent jusqu'à 350 mm par an.
Sur le territoire de la région, l'élevage de pâturage est développé, et seulement dans de petites zones  on trouve de l'agriculture.
Au-dessus du bassin passe la route de migration d'Asie centrale des oiseaux aquatiques de la Sibérie occidentale et centrale. Aussi, plusieurs espèces rares vivent sur le territoire de la dépression, dont le léopard des neiges et l'argali.